# Südliche Strauchzirpe

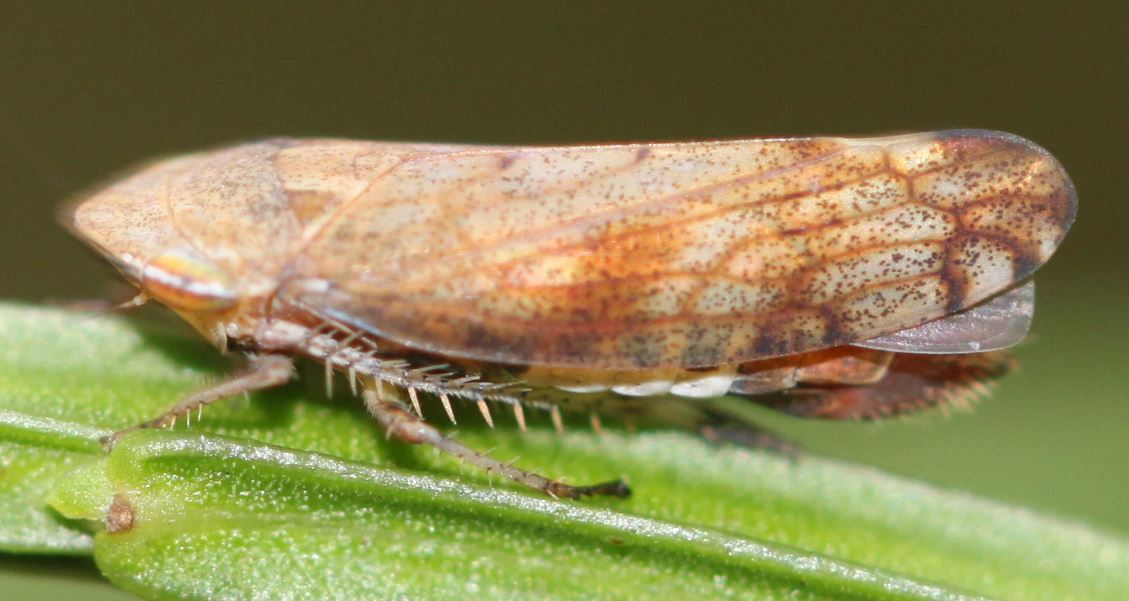
Fieberiella florii

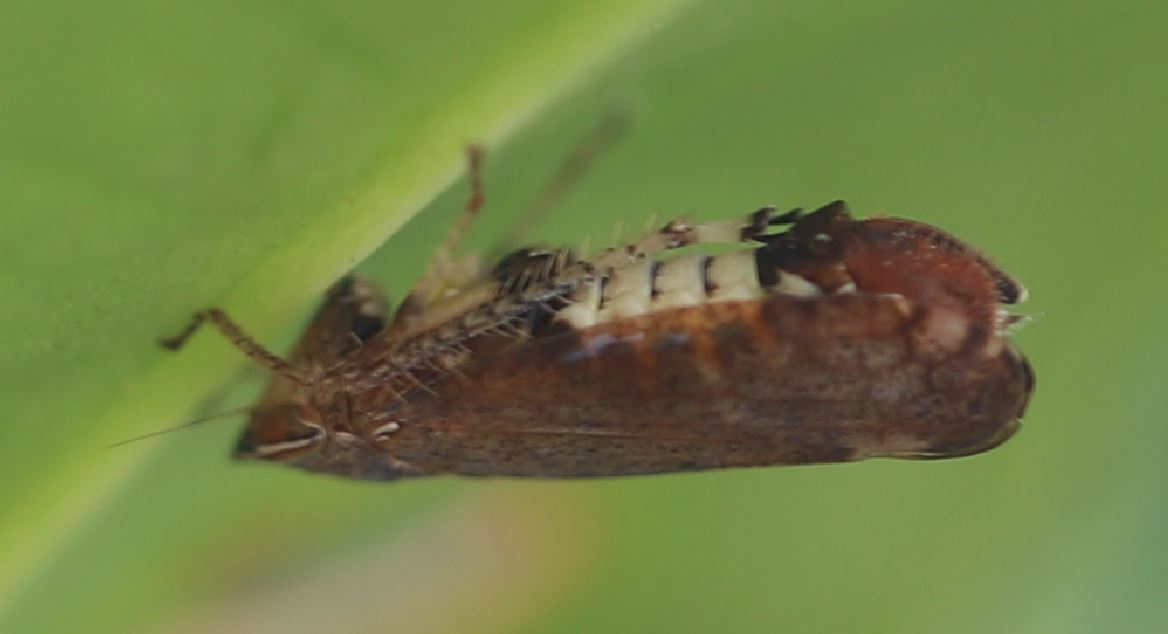
Der Hinterleib sichtbar

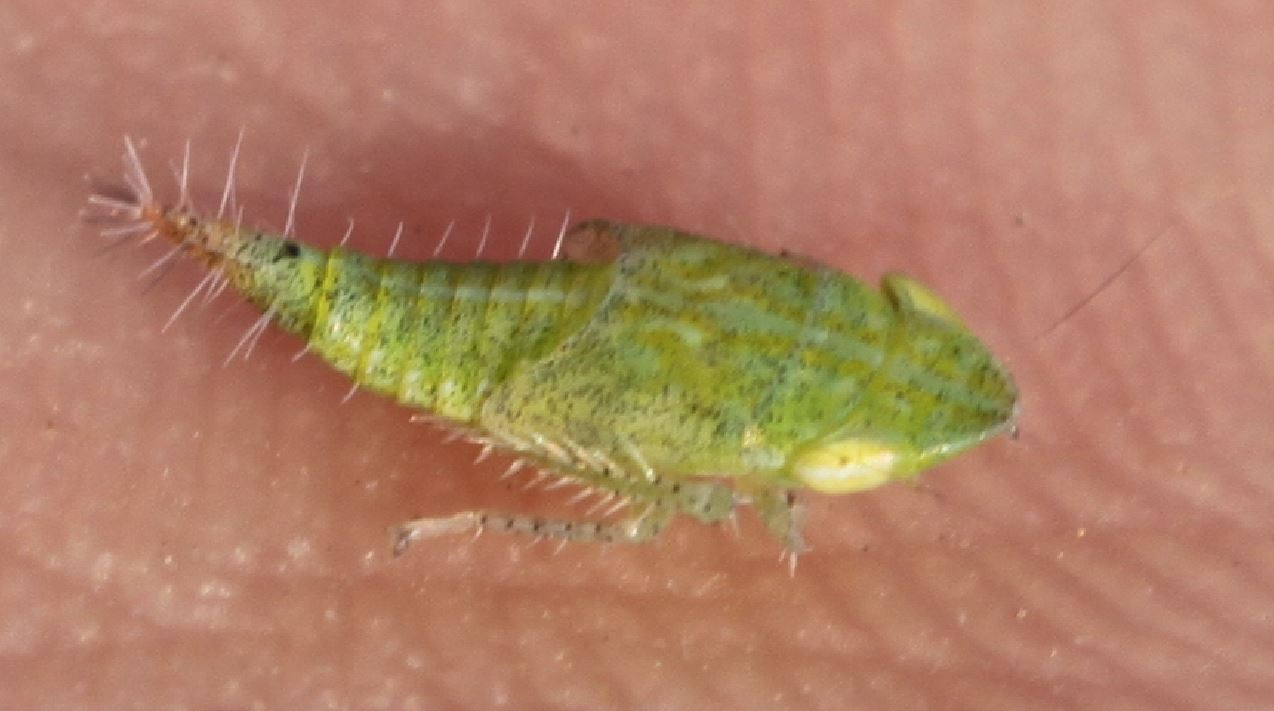
Nymphe

Die Südliche Strauchzirpe (Fieberiella florii) ist eine Zwergzikade aus der Unterfamilie der Zirpen (Deltocephalinae).

## Merkmale
Die Zikaden werden 6,5–8 mm lang.
Ihre Körper und ihre Vorderflügel sind mit dunklen Punkten übersät. Die Zikaden besitzen eine charakteristische Musterung an den Flügelenden. Lässt sich aber von der Gemeinen Strauchzirpe (Fieberiella septentrionalis) sicher nur durch eine Genital-Untersuchung unterscheiden.

## Vorkommen
Die Art kam ursprünglich nur in der westlichen Paläarktis vor. Sie kommt in Mittel-, Süd- und Südosteuropa vor. Auf den Britischen Inseln wurde die Art eingeschleppt. 
Ihr Verbreitungsgebiet reicht im Osten in den Kaukasus, in den Nahen Osten und nach Zentralasien. Des Weiteren hat sich die Art als Neozoon in Nordamerika (USA und Kanada) etabliert.

## Lebensweise
Die Südliche Strauchzirpe findet man an verschiedenen Lorbeergewächsen, insbesondere Liguster und Echter Lorbeer, sowie an Rosengewächsen (Obstbäume wie Kirsche, Pflaume, Pfirsich, Aprikose und Apfel). Die Zikaden saugen an Blättern und Stängeln dieser Pflanzen. Die Imagines einer Generation fliegen von Juni bis Oktober.

## Schadwirkung
Die Zikadenart wurde als Überträger verschiedener Bakterienstämme (Candidatus Phytoplasma) identifiziert. Diese sind für Pflanzenkrankheiten an Obstbäumen, darunter Apfel und Kirsche, verantwortlich. Somit gilt die Zikadenart als ein Schädling.

## Etymologie
Der Namenszusatz florii bezieht sich vermutlich auf den Entomologen Gustav Flor (1829–1883).